# Cauceno
Cauceno (posiblemente muerto en 153 a. C.) fue un caudillo de los lusitanos, activo durante las primeras fases de las Guerras Lusitanas. Protagonizó una invasión contra los aliados romanos de África en lugar de limitarse como sus predecesores a la península ibérica.

## Nombre
El origen del nombre Caucenus o Kaikainos es desconocido, aunque se cree que podría provenir de la raíz celta-germánica ke, traducida como "curvar" y parte habitual de algunas etimologías orográficas.

## Biografía
Cauceno aparece en las fuentes al mismo tiempo que la invasión lusitana ahora liderada por Césaro, pero aparentemente no estaba vinculado a ellos. Según Apiano, Cauceno y sus fuerzas provenían del norte del Tajo, mientras que hasta el momento la rebelión se habría nutrido exclusivamente de lusitanos del sur (aunque otros autores disputan esta separación fluvial). Aun así, es de esperar que el éxito de Púnico y Césaro animase a estos vecinos a probar suerte también en los territorios romanos. El hecho de que estos dos líderes tuviesen conexiones demostrables con la cultura púnica, así como el que Cauceno decidiese sorprendentemente ampliar su campo de influencia a África, hacen pensar que él también podría estar relacionado con Cartago. Se ha especulado que la ciudad-estado podría haber prestado asistencia a Cauceno para invadir África a fin de debilitar el poder de los reinos de Mauritania y Numidia, ahora aliados de Roma.
Tal y como se ha dicho, Cauceno entra en actividad mientras Césaro campaba por Hispania. Cauceno y su ejército emprendieron un proyecto de saqueo de una ambición nunca vista entre los lusitanos: tras descender sobre el territorio de los conios, súbditos de Roma, esquilmaron la región y conquistaron su capital, Conistorgis, y seguidamente atravesaron el estrecho de Gibraltar con barcos y llegaron a la provincia africana de Mauritania. Allí Cauceno dividió su contingente en dos partes, destinando la primera a saquear los asentamientos de la zona mientras con la otra sitiaba la ciudad de Ocile (hoy posiblemente Arcila, en Marruecos) con intención de capturarla también. Sin embargo, movilizado en 153 a. C. desde Roma, el pretor Lucio Mumio derrotó a las tropas de Césaro en Hispania y llegó al auxilio de los mauritanos con 9500 hombres. Aunque los lusitanos parecían contar con una enorme superioridad numérica, su distracción con el asedio y su presumible falta de experiencia en la guerra permitió a Mumio derrotarlos, matando supuestamente a 15000 de ellos. Mumio descubrió entonces al primer grupo, que volvía cargado de sus saqueos, y lo aniquiló también.
Alrededor de esta misma época, el reino de Numidia se vio atacado por guerreros iberos, los cuales rodearon a uno de los hijos del rey Masinisa y obligaron a éste a acudir en su rescate. Debido a la coincidencia geográfica y temporal, autores creen que estos iberos no pueden ser otros que las fuerzas de Cauceno. Ya fuera en connivencia con los hispanos o por mero oportunismo, los cartagineses aprovecharon entonces la distracción para saquear territorios númidas y provocar revueltas contra ellos.
El destino final de Cauceno es desconocido, ya que no vuelve a ser mencionado en las fuentes, pero la manera en que Apiano concluye la expedición a África, afirmando que no quedó lusitano para contarla, implica su caída en combate. Aun así, probablemente siguiendo su ejemplo, los lusitanos llevaron a cabo otra invasión de África en 151 a. C., menos numerosa, la cual fue sofocada por Lucio Licinio Lúculo.